# Chiroderma villosum
Chiroderma villosum är en fladdermusart som beskrevs av Peters 1860. Chiroderma villosum ingår i släktet Chiroderma och familjen bladnäsor. Inga underarter finns listade i Catalogue of Life. Wilson & Reeder (2005) skiljer mellan två underarter.
Honor blir med svans i genomsnitt 67,6 mm långa och hannarnas absoluta längd är cirka 64,6 mm. Honor är med en genomsnittlig vikt av 22,9 g även tyngre än hannar som väger ungefär 21 g. Artens underarmar är 43,7 till 45,7 mm långa. Kroppen är täckt med mjuk och lång päls som har en ljusbrun färg. De ljusa strimmorna i ansiktet som är typiska för flera andra släktmedlemmar är hos Chiroderma villosum otydliga eller de saknas helt.
Denna fladdermus förekommer från södra Mexiko över Centralamerika till centrala Brasilien och centrala Bolivia. I Colombia och Ecuador lever arten på båda sidor av Anderna, längre söderut bara på östra sidan. Chiroderma villosum hittas även på Trinidad och Tobago. Habitatet utgörs främst av fuktiga städsegröna skogar och ibland besöks fruktträdodlingar.
Arten äter frukter och vilar i trädens håligheter.
Skogsröjningar påverkar beståndet i viss mån. Hela populationen anses vara stabil. IUCN kategoriserar arten globalt som livskraftig.